# Глибокий потік (притока Теплої)
Глибокий потік (словац. Hlboký potok) — річка; права притока Топлі, протікає в окрузі Вранов-над-Теплою.
Довжина приблизно 10.0 км. Витік знаходиться в масиві Солоні гори (геоморфологічна підодиниця Шімонка — схил гори Облік) — на висоті приблизно 540—545 метрів.
Протікає територією сіл Петровце; Германовці-над-Теплою і міста Ганушовці-над-Теплою. Впадає у Топлю на висоті близько 160 метрів.